# Veliká Ves (kraj środkowoczeski)
Veliká Ves – wieś i gmina w Czechach, w powiecie Praga-Wschód, w kraju środkowoczeskim. Według danych z dnia 1 stycznia 2013 liczyła 287 mieszkańców.